# La Tour d'Argent

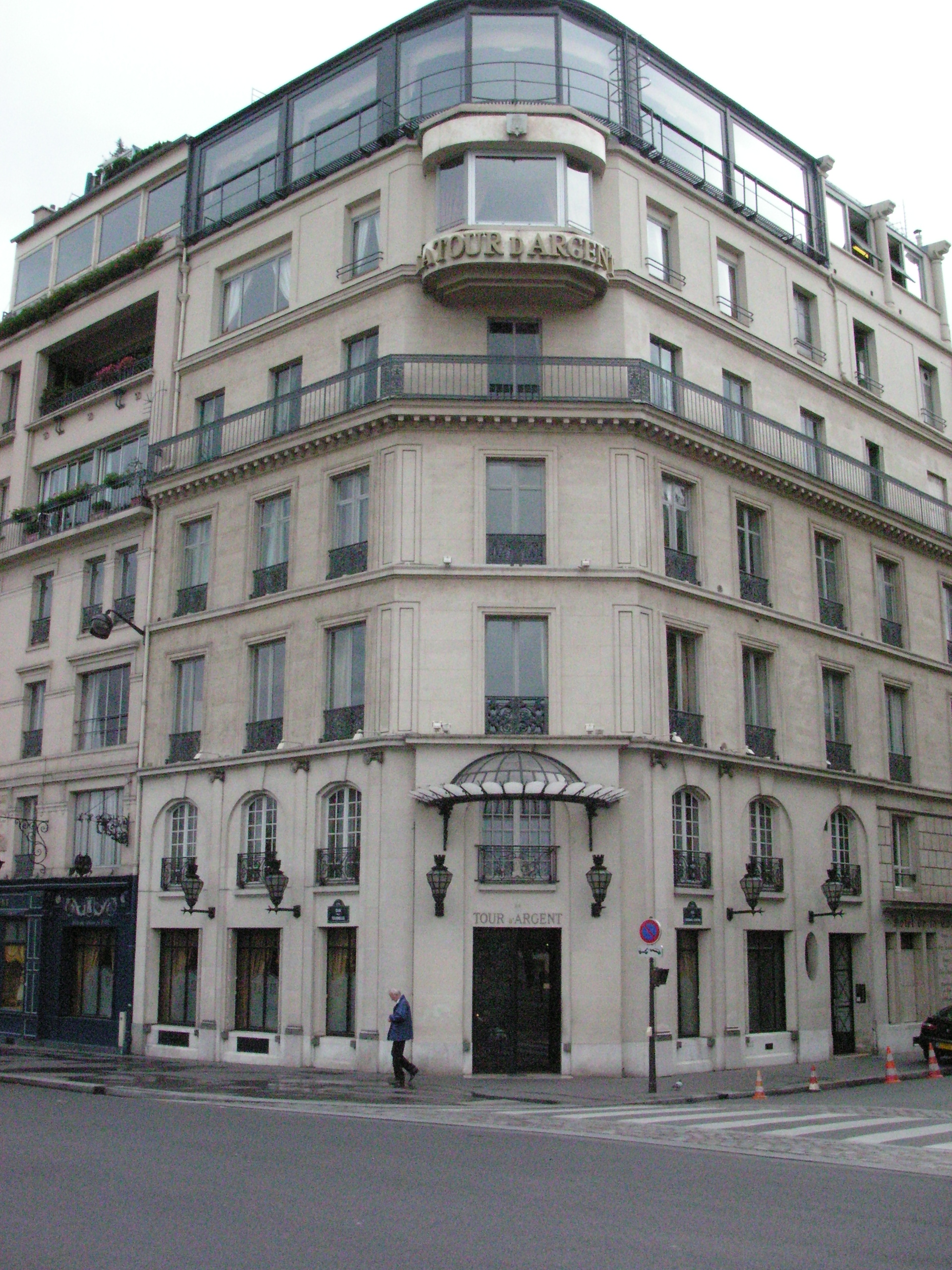
Edifício de La Tour d'Argent, no 5º arrondissement de Paris

La Tour d'Argent (A Torre de Prata) é um restaurante de Paris cujos proprietários alegam (sem documentação) existir desde 1582. Considera-se essa idade de 400 anos em função da existência de uma correspondente taverna no "Quai de la Tournelle", que teria sido frequentada pelo rei Henrique IV de França, o qual aí tomou conhecimento do uso do garfo. Também aí esteve o Duque e Cardeal de Richelieu quando se serviu de uma novidade, o café.
Suas mais conhecidas especialidades são aquelas com base no Pato. São os patos prensados, dos quais o mais famoso é o Caneton Tour d'Argent, criado em 1890 por Méchenet, em Rouen. O "Tour d'Argent" tem sua própria granja onde cria seus patos. Os jantares com o Caneton recebem um "cartão" com um número sequencial que às 12h20m de 26.04.2005 alcançou a marca de 1 027 863.
O restaurante tem uma famosa adega com mais de 500 mil garrafas de vinho, com um custo de muitos milhões de euros, a qual é guardada 24 horas por dia, 7 dias por semana. Hermann Göring esteve no La Tour d'Argent quando da tomada de Paris pelos nazistas para visitar sua famosa adega. A sala de jantar proporciona uma excelente visão do Rio Sena e da Notre Dame de Paris.
O restaurante é hoje administrado pela família de "Claude Terrail" (falecido em 01.06.2006 aos 88 anos), sendo que o proprietário hoje é André Terrail, seu filho. Claude herdou o restaurante do pai em 1947. Nos últimos tempos, o Guia Michelin que já classificara o restaurante com "três estrelas", baixou a sua cotação para "Duas estrelas" em 1996 e para apenas "uma estrela" em 2006.
Teve como clientes célebres, entre outros, Theodore Roosevelt, Hirohito, Elizabeth II, Charles Chaplin, Grace Kelly, Ronaldo "Fenômeno", todos, aliás, que se serviram do Caneton Tour d'Argent. Também ali estiveram Winston Churchill, John Kennedy, Mikhail Gorbachev e outros. Jean Cocteau constumava chamar o "Maître" Fredéric Delair (que teve a idéia de numerar os "canards" servidos) de Henrik Ibsen, por sua semelhança com o poeta e dramaturgo norueguês.
O restaurante La Tour D'Argent serviu como inspiração a cenas do filme (animação) da Pixar, Ratatouille, e recebeu um inesperado impulso publicitário com essa película.